# Płucnica islandzka

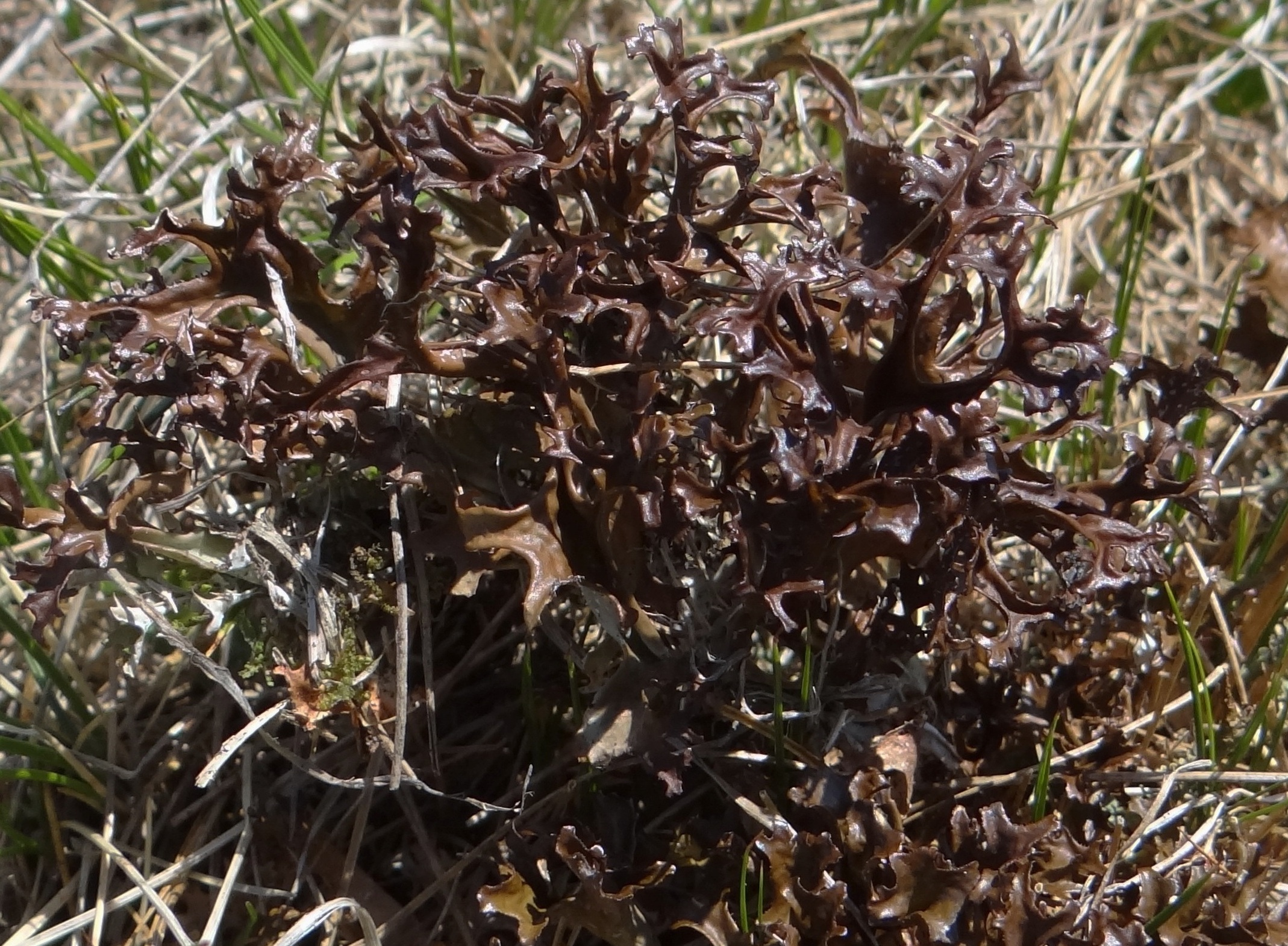
Płucnica islandzka w Tatrach

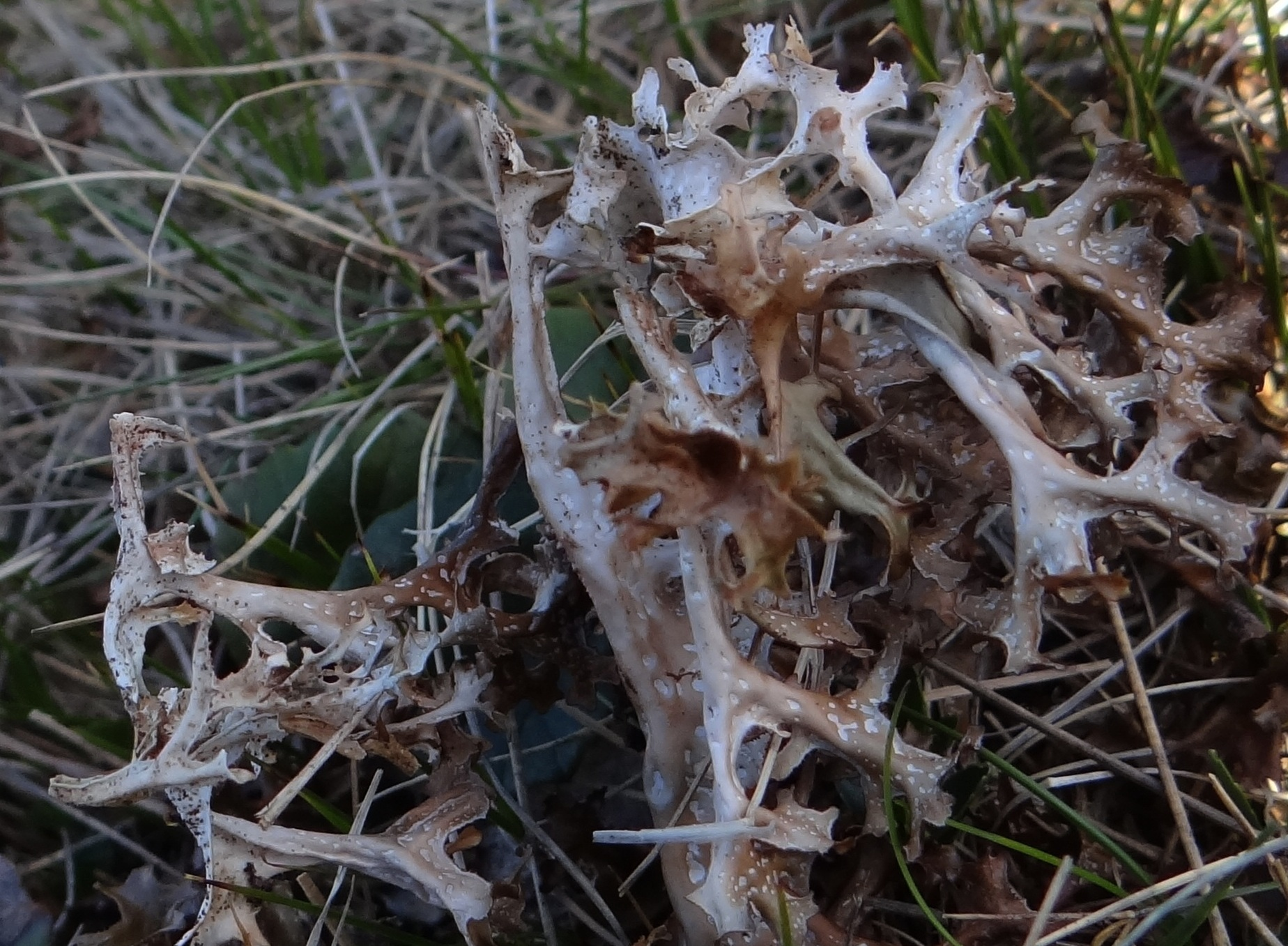
Wyraźnie jaśniejsza dolna powierzchnia plechy z pseudocyfellami

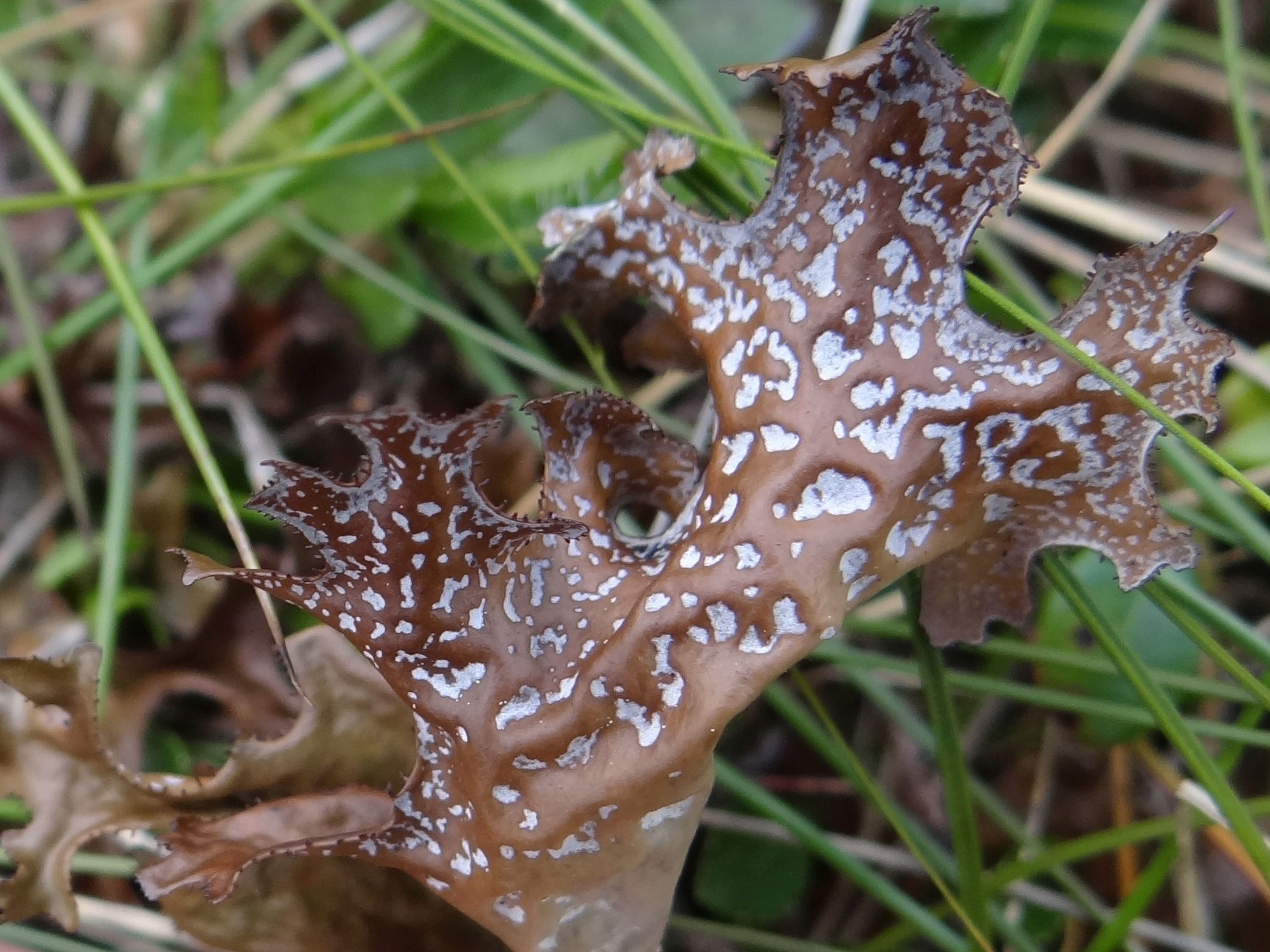
Dolna strona plechy

Płucnica islandzka (Cetraria islandica (L.) Ach.) – gatunek grzybów należący do rodziny tarczownicowatych (Parmeliaceae). Ze względu na współżycie z glonami zaliczany jest do porostów.

## Systematyka i nazewnictwo
Pozycja w klasyfikacji według Index Fungorum: Cetraria, Parmeliaceae, Lecanorales, Lecanoromycetidae, Lecanoromycetes, Pezizomycotina, Ascomycota, Fungi.
Po raz pierwszy gatunek ten opisany został w 1753 r. przez Karola Linneusza jako Lichen islandicus (porost islandzki). Do rodzaju Cetraria (płucnica) przeniósł go Erik Acharius w 1805 r.
Nazwa polska według Krytycznej listy porostów i grzybów naporostowych Polski. W Polsce gatunek ten znany jest też pod nazwami porost islandzki i tarczownica islandzka.
Według Index Fungorum gatunek ten występuje w dwóch podgatunkach:
- Cetraria islandica subsp. crispiformis (Räsänen) Kärnefelt;

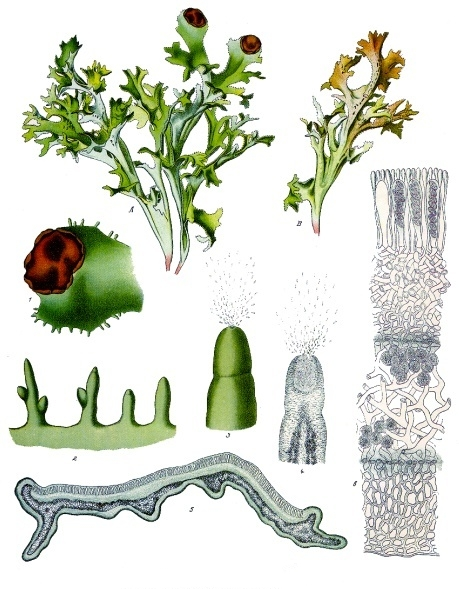
Morfologia

- Cetraria islandica subsp. islandica (L.) Ach.

## Morfologia
Tworzy krzaczkowato-listkowatą i sztywną plechę bez wyraźnego przyczepu do podłoża. Ma postać kępek o wysokości do 8 cm. Jest to plecha heteromeryczna z glonami protokokkoidalnymi. Odcinki plechy mają nieregularne i zmienne kształty i szerokość 3-10(30) mm. Są niemal płaskie lub nieco tylko rynienkowate, nieregularnie rozgałęzione i zaopatrzone w liczne kolcowate wyrostki. Końce odcinków są poszerzone i nieco odgięte do tyłu. Górna powierzchnia plechy w zależności od warunków bytowania ma barwę brunatnozieloną lub brunatną, w dolnej części czerwono nabiegłą. Dolna powierzchnia jest jaśniejsza i są na niej liczne i dość równomiernie rozmieszczone białe pseudocyfelle. Reakcje barwne: miąższ Pd + początkowo żółty, za chwilę pomarańczowy.
Owocniki występują rzadko. Mają średnicę 5–10 mm, brunatne tarczki i cienki brzeżek plechowy. W jednym worku powstaje po 8 jednokomórkowych, bezbarwnych zarodników o rozmiarach 8–10 × 3–5 μm.
Plecha płucnicy islandzkiej ma różny wygląd i barwę, w zależności od pogody i miejsca występowania. Podczas wilgotnej pogody jest miękka i gąbczasta, podczas suchej staje się krucha i szara. Barwa zależy od nasłonecznienia.

## Występowanie i siedlisko
Z wyjątkiem Afryki i Antarktydy występuje na wszystkich kontynentach, na półkuli północnej znacznie częściej niż na południowej. Jej północny zasięg sięga po północne wybrzeża Grenlandii i archipelag Svalbard. W Polsce występuje na obszarze całego kraju, jest dość rzadki, przetrzebiony został w dawniejszych czasach, gdy nagminnie był zbierany w celach leczniczych. Znajduje się na Czerwonej liście roślin i grzybów Polski. Ma status VU – gatunek wysoce narażony na wymarcie.
Rośnie na glebach piaszczystych i próchnicznych w widnych lasach sosnowych i na otwartych miejscach.

## Znaczenie
- Roślina lecznicza. Jej własności lecznicze odkryte zostały dopiero pod koniec XVII wieku[3].
  - Surowiec zielarski: plecha tarczownicy islandzkiej (Lichen islandicus, Thallus lichenis islandici). Zawiera ona 70% licheniny i izolicheniny – substancji podobnych do celulozy, ale ulegających rozpuszczaniu w gorącej wodzie, ponadto hemicelulozę, śluzy, barwniki, sole mineralne oraz kwasy porostowe: kwas usninowy, kwas funario-protocetrariowy, kwas cetrariowy, kwas fizodowy, kwas proto-liche-stearowy i inne. Kwasy porostowe są bardzo istotnym składnikiem, gdyż posiadają działanie bakteriostatyczne[8].
  - Działanie: Surowiec stosowany jest jako środek łagodzący i osłaniający przy kaszlu drażniącym oraz w chronicznych biegunkach i nieżytach żołądka. Poza tym jako lek poprawiający trawienie i pobudzający apetyt. Hamuje rozwój drobnoustrojów, nawet tych odpornych na antybiotyki. Wyizolowany z surowca kwas usninowy jest używany do leczenia chorób skórnych, a w szpitalach do przyspieszania gojenia się ran. Kwas cetrariowy jest wykorzystywany do wytwarzania środków leczniczych przeciw chorobie morskiej i lokomocyjnej (zapobiega odruchom wymiotnym)[3].
  - Zbiór surowca: w Polsce płucnica islandzka nie może być pozyskiwana, gdyż jest gatunkiem prawnie chronionym (podlega ochronie częściowej)[9].

## Gatunki podobne
Bardzo podobna jest płucnica kędzierzawa (Cetraria ericetorum). Występuje rzadziej i ma plechę rynienkowato zawiniętą, często wręcz rurkowatą. Jej dolna powierzchnia nie różni się barwą od górnej, czasami tylko jest nieco jaśniejsza, a pseudocyfelle występują pod zawiniętymi rurkowato brzegami plechy.